# Gastone Brilli-Peri
Count Gastone Brilli-Peri (ur. 24 marca 1893 roku w Montevarchi, zm. 22 marca 1930 roku w Trypolisie) – włoski kierowca wyścigowy.

## Kariera
Brilli-Peri rozpoczął karierę kierowcy wyścigowego po I wojnie światowej w samochodzie Fiata. W 1922 roku po raz pierwszy odniósł zwycięstwo w wyścigach Grand Prix na torze Mugello Circuit. W późniejszych latach reprezentował Alfa Romeo w Mistrzostwach Świata Konstruktorów, gdzie przypieczętował tytuł mistrzowski zwyciężając Grand Prix Włoch 1925. Kolejne zwycięstwa odnosił w 1929 roku w Grand Prix Tunisu i Grand Prix Trypolisu.

## Śmierć
Brilli-Peri zginął w wypadku podczas treningu przed  Grand Prix Trypolisu 1930. Według naocznych świadków jego samochód Talbot został podbity na nierówności w szybkim lewym zakręcie. Kierowca stracił kontrolę nad pojazdem, który uderzył z dużą prędkością w nasyp. Kierowca, wyrzucony z pojazdu, zmarł na miejscu.